# Dibattito con i sadducei sulla risurrezione
Il dibattito con i sadducei sulla risurrezione è un episodio della vita di Gesù riferito dai Vangeli sinottici. 

## Racconto evangelico
Mentre Gesù si trovava a Gerusalemme viene avvicinato da alcuni sadducei, che gli pongono un quesito a proposito della risurrezione. In base alla legge sul levirato, se un uomo moriva senza avere figli suo fratello doveva sposare la vedova. I sadducei, che non credevano nella risurrezione, sottopongono a Gesù il caso ipotetico di una famiglia composta da sette fratelli che sposano tutti la stessa donna senza avere avuto figli da lei e chiedono di quale uomo sarà la moglie nel giorno della risurrezione, dato che è stata sposata con tutti e sette. Gesù risponde che coloro che saranno giudicati degni della risurrezione e della vita futura non potranno più morire e perciò non prenderanno moglie né marito, perché saranno come gli angeli. Citando infine il Libro dell'Esodo, Gesù conferma la realtà della risurrezione anche dal punto di vista dottrinale. Alcuni scribi lodano Gesù per avere parlato bene e i sadducei non osano più fargli domande.

## Interpretazione
All'epoca di Gesù c’era una concezione materialista del futuro regno messianico e della risurrezione, concepita come la rianimazione del cadavere e il ritorno ad una vita corporea piena di beatitudine. Gesù offre un’altra idea della risurrezione: sarà una nuova creazione e i nuovi corpi saranno diversi da quelli attuali, per cui non saranno più vulnerabili e mortali. Dato che i risorti non moriranno più, non ci sarà più bisogno della procreazione e dell'attività sessuale e quindi non ci saranno più né mogli né mariti. Gesù conferma inoltre l’idea della risurrezione anche dal punto di vista dottrinale. I sadducei non accettavano la risurrezione perché Mosè nel Pentateuco non ne aveva parlato espressamente.  Citando il libro dell'Esodo, Gesù ricorda che quando si manifesta nel roveto ardente Dio dice a Mosè di essere il Dio di Abramo, di Isacco e di Giacobbe: Dio è pertanto il Dio dei vivi e non il Dio dei morti. Gesù accusa i sadducei di non sapere interpretare correttamente le parole di Mosè. Il favore di Dio non consiste nel concedere prosperità e discendenza in questa vita come credevano i sadducei, ma trascende anche la morte, che non è la fine di tutto perché i credenti vivranno in Dio.